# Ong-Bak: Muay Thai Warrior
Ong-Bak: Muay Thai Warrior (tailandès องค์บาก, ʔōŋ bàːk), també coneguda com Ong-Bak: The Thai Warrior o senzillament Ong-Bak, és una pel·lícula d'arts marcials tailandesa de 2003 dirigida per Prachya Pinkaew i amb coreografia d'acció de Panna Rittikrai. És protagonitzada per Tony Jaa al paper principal, al costat de Petchtai Wongkamlao i Pumwaree Yodkamol.
Ong-Bak va resultar ser la pel·lícula més destacada de Jaa, actor aclamat internacionalment com la següent gran estrella de les arts marcials. Jaa va protagonitzar Tom yum goong - El drac de Tailàndia (anomenada The Protector als EUA i Warrior King al Regne Unit) i va dirigir i protagonitzar dues preqüeles d'Ong-Bak titulat Ong-Bak 2 i Ong-Bak 3.

## Argument
Al poble de Ban Nong Pradu al nord-est rural de Tailàndia, es troba una antiga estàtua de Buddha anomenada Ong-Bak. El poble cau desesperat després que un lladres de Bangkok profanessin l'estàtua i s'emportessin el cap. Ting, un vilatà molt hàbil en Muay Thai, s'ofereix per viatjar a Bangkok per recuperar el cap robat d'Ong-Bak. L'únic contacte de Ting és Don, un traficant de drogues que abans va intentar comprar un amulet a Nong Pradu. En arribar a Bangkok amb una bossa plena de diners donats pel seu poble, Ting es troba amb el seu cosí Humlae, que s'ha tenyit els cabells de ros i comença a dir-se "George". Humlae i el seu amic Muay Lek són corredors de carreres de bicicletes de carrer que es guanyen la vida com a traficants de yaba.
Reticent a ajudar en Ting, Humlae roba els diners de Ting i aposta en un torneig de lluita clandestina en un bar de Khaosan Road. Ting rastreja Humlae i recupera els seus diners després d'astorar la multitud eliminant el campió, on la seva extraordinària habilitat crida l'atenció de Komtuan, un senyor del crim de cabells grisos que utilitza una cadira de rodes i necessita una electrolaringe per parlar. Es descobreix que en Don havia robat el cap d'Ong-Bak per vendre'l a Komtuan, que no hi veu cap valor i li ordena que se'n deixi. L'endemà, Humlae i Muay Lek són perseguits per tota la ciutat pel traficant de drogues Peng i la seva colla després d'una estafa fallida de bacarà en una caseta il·legal de jocs d'atzar al carrer. Ting lluita contra la majoria dels pinxos i ajuda a Humlae i Muay Lek a escapar a canvi d'ajudar-lo a trobar Don.
Tornen al bar, on Ting es guanya el respecte del públic després de derrotar a tres oponents consecutivament. El trio troba l'amagatall de Don, provocant una llarga persecució de tuk-tuk. La persecució acaba en un port al riu Chao Phraya, on en Ting descobreix el cau d'estàtues de Buda robades de Komtuan submergits sota l'aigua. Després que la policia local recuperi les estàtues, Komtuan envia els seus sequaços a segrestar Muay Lek i li diu a Humlae que li demani a Ting que lluiti contra el seu guardaespatlles Saming a prop de la frontera entre Tailàndia i Myanmar a canvi de Muay Lek i el cap d’Ong-Bak. Ting es veu obligat a lluitar contra Saming millorat amb drogues, i Humlae tira la tovallola. Després de la baralla, Komtuan incompleix la seva promesa d'alliberar Muay Lek i tornar el cap, i ordena als seus secuaços que matin el trio.
Ting i Humlae sotmeten els sicaris i es dirigeixen a una cova de muntanya, on els homes de Komtuan estan tallant una estàtua gegant de Buda. Ting derrota els pinxos restants i Saming, però Komtuan li dispara. El senyor del crim intenta destruir el cap d'Ong-Bak amb un martell, però Humlae el protegeix amb el seu cos, assumint la pes dels cops de martell. El cap gegant de l'estàtua de Buda cau de sobte, aixafant mortalment Komtuan i ferint greument a Humlae. Amb la seva última respiració, Humlae dona el cap d'Ong-Bak a Ting i li demana que cuidi Muay Lek. El cap d'Ong-Bak és restaurat a Ban Nong Pradu. Les cendres d'Humlae, portades per un monjo ordenat, arriben al poble en processó a llom d'un elefant mentre els vilatans, Ting i Muay Lek celebren el retorn del cap d'Ong Bak.

## Repartiment
- Tony Jaa com a Ting
- Petchtai Wongkamlao com a George/Humlae (com a Mum Jokemok als crèdits finals)
- Pumwaree Yodkamol com a Muay Lek
- Chattapong Pantana-Angkul com a Saming Sibtid
- Suchao Pongwilai com a Komtuan (com Suchoa Pongvilai als crèdits finals)
- Wannakit Sirioput com a Don (el secuaz de Komtuan) (com a Wannakit Siriput als crèdits finals)
- Chumphorn Thepphithak com a oncle Mao (com a Chumporn Teppitak als crèdits finals)
- Rungrawee Barijindakul com a Ngek (com a Rungrawee Borrijindakul als crèdits finals)
- Cheathavuth Watcharakhun com a Peng (com a Chetwut Wacharakun als crèdits finals)
- Somjal Jonmoontee com a guardaespatlles 1 (com a Somjai Gunmoontee als crèdits finals)
- Somchai Moonma com a guardaespatlles 2
- Taworn Tonapan com a guardaespatlles 3
- Dan Chupong com a guardaespatlles 4 (com Chupong Changprung als crèdits finals)
- Chaiporn Gunmoontree com a guardaespatlles 5
- Don Ferguson com a guardaespatlles 6
- Panna Rittikrai com Nong Pradu Villager (sense acreditar)

Lluitadors del club:
- David Ismalone com Mad Dog
- Hans Eric com Pearl Harbor
- Paul Gaius com a Lee
- Nick Kara com a Big Bear
- Nudhapol Asavabhakhin com a Toshiro
- Taweesin Visanuyothin com el Doctor Sak

## Producció
Ong-Bak va introduir al públic internacional una forma tradicional de muay Thai (o Muay Boran, un antic estil muay thai), un estil de kickboxing conegut pels atacs violents. amb punys, peus, canyells, colzes i genolls. Les baralles van ser coreografiades per Panna Rittikrai, que també va ser el mentor de Tony Jaa i un veterà director de pel·lícules d'acció de sèrie B.
Jaa, que es va formar en Muay Thai des de la infància, volia fer la pel·lícula per tal de portar el Muay Thai al corrent principal. Ell i Panna van lluitar per recaptar diners per produir un rodet de demostració i augmentar l'interès per la realització de la pel·lícula. La seva primera bobina es va fer amb una pel·lícula caducada, així que van haver de recaptar més diners i començar de nou. Durant la persecució a peu pels carrerons, hi ha escrit a la porta d'una botiga que diu "Hola Speilberg, fem-ho plegats" [sic]. Això fa referència al desig del director de treballar algun dia amb Steven Spielberg. Durant la persecució de tuk-tuk, un pilar al costat esquerre de la pantalla diu: "Hola, Luc Besson, t'esperem". L'empresa del productor i director francès, EuropaCorp, compraria els drets de distribució internacional de la pel·lícula.

## Versions alternatives
Després que Ong-Bak es convertís en un èxit a Tailàndia, EuropaCorp de Luc Besson va comprar els drets de venda fora d'Àsia, que al seu torn va reeditar la pel·lícula. La major part de la subtrama que involucrava a la germana de Muay Lek, Ngek, es va eliminar i l'enfrontament final entre Ting i Saming es va escurçar. EuropaCorp també va substituir part de la banda sonora per altres de diferents, a més d'afegir un parell de cançons de hip-hop als crèdits finals. Contràriament a la creença popular, la banda sonora principal de la pel·lícula és la mateixa en els talls tailandesos i EuropaCorp. És aquesta versió que s'ha posat a disposició als Estats Units i a la major part del món occidental.
Per a l'estrena al Regne Unit, la banda sonora va ser gravada amb una partitura orquestral de Richard Wells, però la pel·lícula es va deixar sense tallar amb la subtrama de Ngek. El tall de Hong Kong de l'estrena de la pel·lícula omet una seqüència de "ruptura d'ossos" cap al final, on el braç de George es trenca i Ting, al seu torn, trenca la cama d'un dolent. Els llançaments de DVD a Hong Kong han restaurat l'escena.
En un final alternatiu que s'ofereix als llançaments de DVD tailandesos, nord-americans, australians i britànics sobreviu Humlae. Se'l veu al final embenat, coixejant, amb el braç trencat, recolzat pels seus pares. Prachya Pinkaew va declarar en una entrevista que, tot i que hi va haver debat, finalment van decidir que seria apropiat que fes un sacrifici significatiu pel poble.

### Títols alternatius
- A Tailàndia, Alemanya i França, es deia simplement Ong-Bak. Aquest nom també es va conservar al llançament del Regne Unit Premier Asia.
- Per a l'estrena a Singapur, Austràlia i altres territoris, així com a festivals de cinema, la pel·lícula es va estrenar com Ong-Bak: Muay Thai Warrior.
- Als Estats Units, Canadà i altres zones, la pel·lícula es va estrenar com Ong-Bak: The Thai Warrior.
- El títol de Hong Kong anglès era Thai Fist.
- A Japó, la pel·lícula es va estrenar com a Mahha!!!!!!!! (マッハ!!!!!!!!) (la paraula japonesa per "Mach").
- A Itàlia, el títol era Ong-Bak: Nato per Combattere.
- A Índia, el títol era Enter the New Dragon en referència a Bruce Lee.
- A Mèxic, el títol era Ong-Bak: El Nuevo Dragón, en referència a Bruce Lee.
- A Vietnam, el títol era Ong-Bak: La caça de l'estàtua de Buda (Ong-Bak: Truy tìm tượng Phật).
- A Brasil, el títol era "Ong-Bak: Guerreiro Sagrado".

## Mitjans domèstics
Ong-Bak: The Thai Warrior va ser llançat als Estats Units en DVD per Magnolia Pictures el 30 d'agost de 2005 i en Blu-ray Disc per 20th Century Fox el 2 de febrer de 2010.

## Recepció

### Taquilla
Ong-Bak es va estrenar com a pel·lícula de cloenda del Festival Internacional de Cinema de Bangkok de 2003, i després es va estrenar als cinemes de Tailàndia el febrer de 2003. L'11 de febrer de 2005, la pel·lícula es va estrenar a 387 sales dels Estats Units sota el títol Ong-Bak: The Thai Warrior. En el seu primer cap de setmana, va recaptar 1.334.869 dòlars EUA (3.449 dòlars per pantalla), en el seu camí cap a un total de 4.563.167 dòlars USA. També va participar de la secció oficial del XXXVI Festival Internacional de Cinema Fantàstic de Catalunya, on va guanyar el Premi Orient Express.

### Resposta crítica
Ong-bak va ser elogiada per les seves seqüències d'acció, especialment la seva onada d'escenes de persecució, combats cos a cos i acrobàcies, que es destaquen sobre la seva trama o personatges. La coreografia d'acció va cridar l'atenció per la seva qualitat, l'inventiva dels moviments i la manca d'CGI i wire-fu.
La pel·lícula té una puntuació del 85% a Rotten Tomatoes basat en 109 crítiques, amb el consens: "Tot i que Ong-Bak: The Thai Warrior pot ser que no sigui gran com a pel·lícula, els crítics estan elogiant l’aparició d'una nova estrella en Tony Jaa, el rendiment esportiu del qual està sent comparat amb Bruce Lee, Jackie Chan i Jet Li". A Metacritic té una puntuació del 69% basada en les ressenyes de 28 crítics, indicant "crítiques generalment favorables".
L’analista d’esports de combat i contacte Jack Slack van afirmar que Ong-Bak "és potser la millor pel·lícula d'arts marcials d'aquesta generació".

## Preqüeles
Després que Ong-Bak es convertís en un gran èxit mundial, el nom de Jaa es va adjuntar a molts projectes. Va actuar en un petit paper al vehicle Petchtai Wongkamlao, The Bodyguard (codirigit per Panna Rittikrai), i després va protagonitzar la tan esperada Tom-Yum-Goong el 2005. Ong Bak 2, una preqüela de la pel·lícula original, es va estrenar el desembre de 2008, amb Jaa debutant com a director.
Una segona preqüela, Ong Bak 3, va seguir on va acabar la segona pel·lícula.